# Ophiodes fragilis
Ophiodes fragilis — вид веретільницеподібних ящірок родини Diploglossidae. Мешкає в Південній Америці.

## Поширення і екологія
Ophiodes fragilis мешкають на півдні Бразилії, в штатах Баїя, Мінас-Жерайс, Сан-Паулу, Мату-Гросу-ду-Сул, Санта-Катаріна, Парана і Ріу-Гранді-ду-Сул, в Парагваї, де вони були зафіксовані в департаменті Амамбай, а також на північному сході Аргентини, в провінціях Місьйонес, Коррієнтес і Ентре-Ріос. Вони живуть в атлантичних лісах, трапляються на плантаціях. Живляться безхребетними, іноді плазунами, зокрема родичами. Є живородними, народжують в середньому 7,5 дитинчат.